# Siège d'Alès
rébellions huguenotes
Batailles
Guerres de Religion en France
Prélude
- Mérindol (1545)
- Amboise (1560)
- Colloque de Poissy (1561)

Première guerre de Religion (1562-1563)
- Édit de Saint-Germain (1562)
- Massacre de Wassy (1562)
- Toulouse (1562)
- Vergt (1562)
- Rouen (1562)
- Dreux (1562)
- Orléans (1563)
- Paix d'Amboise (1563)

Deuxième guerre de Religion (1567-1568)
- Surprise de Meaux (1567)
- Michelade (1567)
- Saint-Denis (1567)
- Chartres (1568)
- Paix de Longjumeau (1568)

Troisième guerre de Religion (1568-1570)
- Jarnac (1569)
- La Roche-l'Abeille (1569)
- Poitiers (1569)
- Orthez (1569)
- Montcontour (1569)
- Saint-Jean-d'Angély (1569)
- Arnay-le-Duc (1570)
- Rabastens (1570)
- Paix de Saint-Germain-en-Laye (1570)

Quatrième guerre de Religion (1572-1573)
- Saint-Barthélemy (1572)
- Sancerre (1572-1573)
- Sommières (1573)
- La Rochelle (1573)

Cinquième guerre de Religion (1574-1576)
- Dormans (1575)
- Édit de Beaulieu (1576)

Sixième guerre de Religion (1577)
- Paix de Bergerac (1577)
- Édit de Poitiers (1577)

Septième guerre de Religion (1579-1580)
- Traité de Nérac (1579)
- Paix du Fleix (1580)

Huitième guerre de Religion (1585-1598) 
Guerre des Trois Henri

- Traité de Joinville (1584)
- Édit de Nemours (1585)
- Jarrie (1587)
- Coutras (1587)
- Vimory (1587)
- Auneau (1587)
- Journée des Barricades (1588)
- Arques (1589)
- Ivry (1590)
- Paris (1590)
- Journée des Farines (1591)
- Chartes (1591)
- Poncharra (1591)
- Châtillon (1591)
- Rouen (1591-1592)
- Craon (1592)
- Port-Ringeard (1593)
- Fort Crozon (1594)
- Fontaine-Française (1595)
- Doullens (1595)
- Amiens (1597)
- Édit de Nantes (1598)

Rébellions huguenotes (1621-1629)
- Saumur (1621)
- Saint-Jean-d'Angély (1621)
- La Rochelle (1621)
- Montauban (1621)
- Riez (1622)
- Royan (1622)
- Sainte-Foy (1622)
- Nègrepelisse (1622)
- Saint-Antonin (1622)
- Montpellier (1622)
- Saint-Martin-de-Ré (1622)
- Traité de Montpellier (1622)
- Blavet (1625)
- Île de Ré (1625)
- Traité de Paris (1626)
- Saint-Martin-de-Ré (1627)
- La Rochelle (1627-1628)
- Privas (1629)
- Alès (1629)
- Montauban (1629)
- Paix d'Alès (1629)

Révocation de l'édit de Nantes (1685)
Le siège d'Alès est la dernière opération militaire effectuée par le roi de France, Louis XIII, contre les Protestants. La prise de la ville d'Alès, en 1629, par les forces royales, entraîne la paix d'Alès qui met un terme aux rébellions huguenotes.

## Préambule
Après la défaite protestante lors du siège de La Rochelle, Louis XIII veut en finir avec les derniers bastions huguenots du sud de la France.
La cité d'Alès est un haut lieu de la résistance protestante et une position stratégique dans la défense huguenote de la France méridionale. Alès est le centre d'un réseau de forteresses protestantes dans le Languedoc qui englobe Privas, Anduze, Nîmes, Uzès, Castres et Montauban.
Après la prise de Privas le roi quitte la ville le 4 juin 1629, pour Villeneuve-de-Berg où il passe la nuit.
Le lendemain il reçoit les soumissions de Lagorce, de Vallon-Pont-d'Arc, de la tour du Moulin au gué de Salavas, du château-fort du Pont d'Arc, de Labastide-de-Virac , de Vagnas et de Barjac où il couche.
Le 7 juin Saint-Ambroix lui ouvre ses portes. Louis XIII y reçoit la soumission des Vans et passe la nuit à Saint-Victor-de-Malcap
Le 8 juin, il campe au château de Salindres.

## Le siège d'Alès
Le 9 juin, Louis XIII arrive devant Alès. Apprenant que la ville veut se défendre, il ordonne à ses 23 000 hommes la mise en place du blocus.
Ainsi les régiments de Langère, de Phalsbourg, de Normandie, de Champagne, d'Hannibal, de Perrault, de Rambures, de Picardie, de Piémont, de Vaillac, de Languedoc, les Gardes françaises, les Chevau-légers, les Suisses, les Mousquetaires et l'artillerie investissent alors la place.
La ville est défendue par 2 300 hommes. Bien que préparée et défendue par des murs et fortins, elle  ne résista pas plus d'une semaine . Elle se rend presque sans combattre et ouvre ses portes le dimanche 17 juin 1629 au matin. Louis XIII fait son entrée à la tête de ses troupes par la porte de la Roque, accompagné par Richelieu en habit militaire. Les huguenots furent autorisés par le roi à partir pour Anduze contre la promesse expresse de ne plus porter les armes contre lui.

## Conséquences
Le 28 juin 1629, Richelieu accorda aux protestants la paix d'Alès ou l'édit de grâce. Cet édit qui leur retirait les places fortes, mais leur confirmait les garanties religieuses de l'édit de Nantes, a été signé par Richelieu au camp de Lédignan, mais avec, en contrepartie, l'interdiction de recréer des bastions protestants. Cet accord sera aboli en octobre 1685 par le roi Louis XIV par la révocation de l'édit de Nantes.